# Język kaur
Język kaur, także: bintuhan, ka’ur, mulak – język austronezyjski używany w indonezyjskich prowincjach Bengkulu i Sumatra Południowa. Według danych z 2000 roku posługuje się nim 40 tys. osób.
Należy do grupy języków malajskich, według klasyfikacji Ethnologue stanowi część tzw. makrojęzyka malajskiego.
Zawiera pożyczki słownikowe z języka lampung api. Z doniesień wynika, że jest słabo zrozumiały dla użytkowników malajskiego centralnego. Niemniej J. McDowell i K. Anderbeck (2020) postulują włączenie kaur pod pojęcie South Barisan Malay. Wyróżnia się dwa dialekty: bintuhan (w którym zaznaczyły się wpływy lampung) i kaur północny (wykazujący silniejsze wpływy besemah).
Jest używany w kontaktach domowych i w społeczności wiejskiej. W innych sferach życia (m.in. w edukacji i sferze religijnej) wykorzystywany jest język indonezyjski.
Nie wykształcił piśmiennictwa.